# Ренггер, Иоганн Рудольф
Иоганн Рудольф Ренггер (Johann Rudolf Rengger, 13.1.1795, Баден (Аргау) — 9.10.1832, Арау) — швейцарский путешественник и естествоиспытатель. 

## Биография
Изучал математические и естественные науки в Лозанне и Тюбингене. Удостоен степени доктора за диссертацию «Physiol. Untersuch, über d. thierische Haushaltung der Insecten» (1817). В 1818—1826 гг. предпринял вместе с врачом М. Лоншаном (Longchamp) путешествие в Южную Америку (Буэнос-Айрес, Парагвай, Парана), где занимался наблюдениями над жизнью животных, преимущественно млекопитающих. Результатом этого путешествия явились сочинения: «Historischer Versuch über d. Revolution von Paraguay» (1827), «Naturgeschichte d. Säugethiere von Paraguay» (1830) и «Reise nach Paraguay» (1835, изд. Albrecht Rengger’om и F. Wydler’ом по запискам Р.). В 1831 году Ренггер совершил путешествие по Альпам и Италии, причём в Неаполе занимался наблюдениями над жизнью морских животных.
Во время поездки в Неаполь Ренггер заболел воспалением лёгких и вскоре умер.